# Guadalupe (Huila)
Guadalupe – miasto w Kolumbii, w departamencie Huila.